# Transcendentale reductie
Transcendentale reductie is een filosofisch en fenomenologisch begrip. Het betekent dat je de wereld ontdoet van meningen, theorieën, vooroordelen, enzovoort en alleen nog kijkt naar hoe de dingen aan het bewustzijn verschijnen in hun meest oorspronkelijke vorm. Belangrijk hierbij is dat men niet ontkent dat de natuurwetenschappelijke ideeën over een object bestaan, maar actief besluit hier geen gebruik van maken. Het gaat dus niet om een vorm van scepticisme, maar een uitschakelen van een oordeel.
Het idee hierachter is dat theorieën en vooroordelen een object voor minder complete en juiste interpretatie vatbaar maken. Men kijkt dus naar het 'wezen' dat ten grondslag ligt aan alle theorieën en vooroordelen over dit object. Transcendentale reductie beperkt zich dus tot de zuivere aanschouwing van hetgeen ons in het bewustzijn is gegeven. 
De methode werd geïntroduceerd door Edmund Husserl als een van de voorgestelde reducties om tot een zuivere "Wesenschau" te komen van de objecten rondom ons in de wereld. Dit zou volgens Husserl leiden tot een onbetwistbaar fundament voor de filosofie en wetenschap.